# بلاژ اسلیشکوویچ
بلاژ اسلیشکوویچ (انگلیسی: Blaž Slišković؛ زادهٔ ۳۰ مهٔ ۱۹۵۹) بازیکن سابق یوگسلاو و مربی فوتبال اهل بوسنی و هرزگوین است.
از باشگاه‌هایی که در آن بازی کرده‌است می‌توان به باشگاه فوتبال دلفینو پسکارا، باشگاه فوتبال رن، باشگاه فوتبال هایدوک اسپلیت، باشگاه فوتبال لانس، باشگاه فوتبال المپیک مارسی، و باشگاه فوتبال خرواتسکی دراگوولیاتس اشاره کرد.
وی همچنین در تیم‌های ملی فوتبال یوگسلاوی و بوسنی و هرزگوین بازی کرده‌است.
وی در مسابقات کشوری و بین‌المللی در مجموع برندهٔ ۲ مدال طلا شده‌است.